# Río Negro (Uruguay)
Río Negro Río Negro là một tỉnh của Uruguay, giáp biên giới với tỉnh Entre Ríos của Argentina. Tỉnh này có diện tích
9.282 km², dân số là 53.989 người. Tỉnh lỵ đóng ở Fray Bentos.

## Thông tin dân số
Theo điều tra dân số năm 2004, có 53.989 người và 15.786 hộ trong tỉnh này. Số người bình quân mỗi hộ là 3,3. Cứ mỗi 100 nữ giới, có 105.2 nam giới.
- Tỷ lệ tăng dân số: 0,509% (2004)
- Tỷ lệ sinh: 17,91 số người được sinh/1000 người (2004)
- Tỷ lệ tử vong: 7,95 số người chết/1000 người
- Tuổi bình quân: 29,3 (29,0 Nam giới, 29,7 Nữ giới)
- Tuổi thọ bình quân(2004):

- Tỷ lệ con/bà mẹ: 2,60 con/bà mẹ
- Thu nhập đầu người ở thành thị (các thành phố có 5.000 người hoặc hơn): 3.521,1 peso/tháng

### Các trung tâm đô thị chính
(Các thị xã hoặc các thành phố với 1000 dân đăng ký hoặc hơn -  số liệu từ cuộc điều tra dân số năm 2004, trừ phi ghi khác đi)
| Thành phố/Thị xã | Dân số       |
| ---------------- | ------------ |
| Fray Bentos      | 22.577       |
| Nuevo Berlin     | 2.240        |
| San Javier       | 1.358 (1996) |
| Young            | 14.521       |

Bản mẫu:Departments of Uruguay